# Benson-rotslijster
De benson-rotslijster (Monticola sharpei bensoni) is een zangvogel uit de familie Muscicapidae (Vliegenvangers). Het is een ondersoort van de bosrotslijster. De vogel is voor het eerst wetenschappelijk gepubliceerd in 1971 door Farkas. 

## Verspreiding en leefgebied
De vogel is endemisch in zuidwestelijk-Madagaskar en leeft vooral in (sub)tropische bossen en doornig struikgewas van Madagaskar. Door houtkap gaat de populatie achteruit en toen de vogel nog als een aparte soort werd beschouwd was de IUCN-status gevoelig. Inmiddels wordt de soort als ondersoort van de bosrotslijster opgevat en heeft de status "niet bedreigd".

## Synoniemen
- Pseudocossyphus bensoni
- Monticola bensoni